# Заручник пророцтва
«Заручник пророцтва» (англ. Pawn of Prophecy) — перший фентезійний роман Девіда Еддінгс з циклу «Белгаріада», опублікований 1982 року.

## Сюжет
Бог Альдур в стародавні часи створив з каменю чарівний коштовний камінь з великою силою, який називався Кулею Альдура, і використовував його для творіння чудес. Але бог Торак, засліплений жадобою влади, викрав у нього Кулю. Почалася війна, в якій брали участь всі боги і люди. Саме під час цієї війни Торак вирішив використати сили Земної кулі і розділити землі надвоє, відокремивши свій народ, ангараків, від усіх інших: але в цей момент бог повернув Земну кулю проти Землі, «мати» той самий коштовний камінь, і він обернувся проти свого власника, жахливо обпаливши та спотворивши ліву половину його тіла. Після цієї події Торак більше не торкався Сфери і відійшов до міста Ктол Мішрак.
Через багато століть Белгарат, чарівник, учень Алдура, разом із Череком Бородатими Плечима, королем Алорна та його трьома синами Драсом Булнеком, Алгаром Квик Степом та Залізний вузький берег повернули Сферу Альдура: вони увійшли до залізної вежі, де жив Торак, однак, вони не наважувалися доторкнутися до коштовності, бо знали, що лише людина чиста серцем, без будь-якої жадоби влади, може доторкнутися до неї, не зазнавши шкоди. Нарешті Ріва, молодший син Черека, вийшов вперед і зумів взяти Сферу в руку. Відтепер його нащадки мали б охороняти її. Белгарат, виконавши своє завдання, поспішив повернутися додому, і там він дізнався, що його дружина Поледра померла, народжуючи близнюків. Він покликав Полгару, і вирішив навчити її магії, а іншу Белдаран, яка одружилася з королем Рівою у віці 16 років.
У Королівстві Сендарія молодого Гаріона виховує його тітка Пол, кухарка на фермі Фалдора. Він переконаний, тітка — його єдина сім’я, яка залишилася, тому хлопець вирішує підкорюватися їй за будь-яких обставин. Гаріон виріс зі своїми трьома друзями на все життя та закохується в єдину дівчину в групі, Зубретт. Оскільки молодий чоловік щойно відсвяткував свій п’ятнадцятий день народження, на ферму прибуває дивний мандрівний оповідач, якого Пол називає Старим Самотнім Вовком, але Гаріон вважає за краще називати його Сир Лу, й оголошує, що зник об’єкт надзвичайної важливості. 
Потім Полгара вирішує вирушити з оповідачем на пошуки зниклого об’єкта, яким насправді є Сфера Альдура, при цьому вона забрає Гаріона з собою. Приєднується до тріо й Дурнік, міцний коваль ферми після невдалої спроби Брілла, якому доручено шпигувати за Гаріоном та його супутниками на фермі, щоб уповільнити їх.
По дорозі вони знайдуть двох супутників, Сілка й Барака, які приєднаються до їх пошуків через Сендарію. Група вирушить в декілька міст, щоб прослідкувати за таємничим об’єктом, і Гаріон скористається можливістю вивчити таємну мову драснійців. Згодом, заарештована в Оберж дю Ліон полковник Брендіг, групу очолює король Сендарій. Саме в цей момент Гаріон виявляє, що Сілк — принц Драснії, Барак — граф Королівства Черек, лорд Вовк — могутній чарівник Белгарат, тітка Пол — насправді Полгара, дочка Белгарата та сама відьма.
Його світ зруйнується, оскільки особистість його «тітки» та лорда Вовка виявляється іншою. Переконавшись, що залишився один на світі, він відправляється до Черека, де зібралися лідери алоріанців. Через свої внутрішні конфлікти Гаріон вирішує, всупереч пораді Полгари, взяти участь у полюванні на кабанів. Досвід склався досить погано для молодого чоловіка, того ж дня поранили, і Барака, який проявляє свою роль захисника Гаріону.
Водночас Гаріон виявляє змову, головною метою є скинути з престолу Анхега, короля Черека, і замінити його з якоїсь незрозумілої причини на Гаріона Гроліма з Маллореї. Він буде слідувати за дивними особами, які займаються реалізацією цієї змови, і знайде свою тітку та збори королів, щоб попередити їх. Психічний зв’язок між юнаком і таким собі Мургосом буде розкрито та розірвано Полгарою.
Роман закінчується від’їздом Гаріона та його супутників до Вогню відразу після невдачі змовників, які працювали більш-менш проти їх волі на користь Мурго.

## Головні герої
- Гаріон
- Полгара
- Бельгарат
- Дурнік
- Сілк
- Барак
- Ашарак